# Else Schøtt
Else Marie Schøtt, née le 24 mars 1895 et morte le 29 avril 1989 est une soprano danoise qui se produisit au Théâtre royal danois de 1919 jusqu’à son départ de la scène en 1951. À partir de 1956, elle travaille comme professeur à l'Académie royale danoise de musique.

## Biographie
Else Marie Schøtt naît le 24 mars 1895 à Middelfart, fille de Jacob Peter Schøtt, aubergiste, et de son épouse Joanne Henriette Lund. Après des études à Nørre Aaby (en), elle entame une formation musicale sous la direction de la soprano Karen Marie Nielsen à Copenhague. Elle approfondit ensuite son apprentissage avec le baryton danois Albert Høeberg (da) et la soprano norvégienne Lona Gyldenkrone (en). Souhaitant élargir ses compétences, elle part étudier auprès du chanteur d'opéra tchèque Emil Burian à Prague, puis avec Luise Reuss-Belce (en) à Berlin. En parallèle, elle reçoit une formation en techniques dramatiques dispensée par l’actrice suédoise Anna Norrie.
Entre 1921 et 1923, Else Schøtt complète son éducation musicale à l’école de l’Opéra Royal de Copenhague. Dès juillet 1923, elle est engagée comme chanteuse d’opéra par le Théâtre royal danois, où elle fait ses débuts dans le rôle d’Elsa dans Lohengrin. Au début de sa carrière, elle remplace souvent Tenna Kraft (en), mais parvient rapidement à s'imposer comme une artiste majeure. Elle se distingue par son interprétation de rôles clés, tels que la Comtesse dans Les Noces de Figaro, Anna et Elvira dans Don Giovanni, Pamina dans La Flûte enchantée, Leonore dans Fidelio et Elisabeth dans Tannhäuser. Elle participe également à des opéras danois, incarnant notamment Michal dans Saül et David de Carl Nielsen et Ingeborg dans Drot og marsk (Roi et maréchal, créé le 25 septembre 1878) de Peter Heise. Son talent l’amène à se produire en tant qu’invitée à Stockholm, Lübeck et Prague.
En 1941, Else Schøtt atteint un sommet artistique en interprétant le rôle-titre dans Elisabeth von England de Paul von Klenau lors de la première danoise de l’œuvre, une prestation largement saluée par la critique. En parallèle à sa carrière scénique, elle se consacre à l’enseignement du chant et compte parmi ses élèves des artistes renommées telles que Ruth Guldbæk (en) et Tove Hyldgaard (da),. Elle mène également une carrière florissante en dehors de la scène, participant à de nombreux concerts et émissions radiophoniques, consolidant ainsi sa place parmi les grandes figures de l’opéra danois.
Après son départ de la scène en 1951 et à partir de 1956, elle travaille comme professeur à l'Académie royale danoise de musique.
Else Schøtt s’éteint le 29 avril 1989 à Copenhague.

## Distinctions
En 1934, Else Marie Schøtt fut honorée par le roi Christian X, qui lui décerna le titre de Cantatrice de la Chambre Royale. En 1942, elle reçut la médaille Ingenio et Arti, et en 1945, elle fut récompensée par le prestigieux prix Tagea Brandt Rejselegat, destiné aux femmes ayant connu un succès remarquable